# إنريكي فلوريس فلوريس
إنريكي فلوريس فلوريس (بالإسبانية: Enrique Flores Flores)‏ هو سياسي مكسيكي، ولد في 18 نوفمبر 1982 في مدينة سان لويس بوتوسي في المكسيك. حزبياً، نشط في حزب العمل الوطني. وقد انتخب عضو مجلس النواب المكسيك.